# Aeroportul Khrabrovo
Aeroportul Khrabrovo (IATA: KGD, ICAO: UMKK) este un aeroport din Kaliningrad, Kaliningrad Urban Okrug⁠(d), Kaliningrad, Rusia ce deservește zona Kaliningrad. Aeroportul a fost tranzitat în 2022 de 3.742.387 de pasageri. A fost deschis în 1922 și numit după Elisabeta a Rusiei.
Situat la o altitudine de 13 m, aeroportul dispune de 1 pistă. Este operat de Novaport⁠(d).

## Infrastructură

### Piste
Aeroportul dispune de o singură pistă. Pista 06/24 are suprafața de asfalt și dimensiunile 2.500 m × 45 m. 